# Walter von Keudell
Walter von Keudell, född 17 juni 1884 i Castellammare di Stabia, Italien, död 7 maj 1973 i Bonn, var en tysk politiker. Han var son till Robert von Keudell och dennes hustru Alexandra von Grünhof, som var dotter till hertig Ernst av Württemberg.

## Weimarrepubliken
Keudell var godsägare i Neumark och invaldes 1924 som tysknationell i riksdagen. Han var riksinrikesminister i Wilhelm Marxs tredje regering från januari 1927 till juni 1928, bröt som motståndare till Alfred Hugenberg nyåret 1930 med sitt parti och anslöt sig till Landvolkpartei men återgick i februari 1932 till de tysknationella. 

## Tredje riket
Keudell blev 1933 medlem i NSDAP och utnämndes 1934 till generalforstmästare och ställföreträdande chef för Tyska rikets skogsvårdsmyndighet, Reichsforstamt (med Hermann Göring som högste chef). Han avgick 1937 och ersattes av Friedrich Alpers. Samma år blev han hedersmedlem av Svenska skogsvårdsföreningen.

## Förbundsrepubliken
Efter kriget blev von Keudell medlem av CDU.